# 퐁피두 센터

조르주 퐁피두 국립 예술문화센터(프랑스어: Centre national d’art et de culture Georges-Pompidou, CNAC), 또는 간단히 퐁피두 센터(프랑스어: Centre Pompidou), 보부르(Beaubourg)는 1971년에서 1977년에 걸쳐 준공된 복합 문화시설로, 파리 4구의 레 알(Les Halles)과 르 마레(Le Marais) 지역 인근의 보부르(Beaubourg) 지역에 있다. 퐁피두 센터는 1969년부터 1974년까지 프랑스 대통령을 지낸 조르주 퐁피두의 이름을 딴 것이며, 1977년 12월 31일에 문을 열었다. 렌조 피아노, 리처드 로저스, 잔프랑코 프란키니 등이 설계했다.

## 기능
퐁피두 센터에는 거대한 공공 도서관인 공공 정보 도서관(Bibliothèque publique d'information), 20세기의 중요 미술품들이 있는 국립근대미술관(Musée National d'Art Moderne), IRCAM(Institut de Recherche et Coordination Acoustique/Musique, 음향·음악연구소)가 위치해 있다. 이 외에도 영화관, 극장, 강의 홀, 서점, 레스토랑과 카페 등이 있다.
이 건물의 분관인 퐁피두 메스 센터(Centre Pompidou-Metz)는 일본 건축가 반 시게루의 설계로 메스에 들어서 있다.

## 역사
샤를 드골 정부의 문화부 장관이었던 앙드레 말로는 이미 파리의 인적이 뜸한 도쿄 궁전(Palais de Tokyo) 자리에 20세기의 예술을 전시하는 대표적인 박물관을 만들 의도를 가지고 있었다. 이후 이 계획은 드골의 후임자인 조르주 퐁피두가 맡게 되었다. 퐁피두는 다른 요인들도 있었지만, 이 건물이 뉴욕에 대항해 파리를 국제 예술의 중심지의 기능을 하기를 원했다.
새 건물이 세워지게 된 두 번째 배경은 낡은 파리 국립 도서관의 기능을 분산할 더욱 다급한 필요성이었는데, 도시의 중심에 거대한 참조 도서관을 만들려고 하였다.
1969년 12월 11일 구조적으로 새로운 도서관의 기능을 연결하기 위한 현대예술 박물관을 설립한다고 공식적으로 결정했다. 1970년 2월에는 두 프로젝트의 결합이 결정되었는데, 건축 설계 경기가 이뤄져 1971년 7월 15일 피아노와 로저스의 프로젝트가 설계 심사위원회에서 당선되어 시공되었다. 이 건물은 1977년 12월 31일 퐁피두의 후임자인 발레리 지스카르데스탱 대통령 임기에 문을 열었다.

## 건축
건물 유지를 위한 지지 구조와 파이프들은 건물 바깥에 눈에 띄게 정렬되어 있다. 지지 구조와 공기 공급 파이프는 흰색으로 채색되었으며, 운송 수단(계단, 에스컬레이터)은 붉은 색으로, 전기 배선은 노랑, 수도관은 녹색, 공기 조화 시스템과 관련된 파이프는 파랑 색이다. 이리하여 내부에는 지지 구조에서 벗어나 자유롭고 유연한 기능을 가진, 거대한 효과적인 공간이 만들어진다. 건물 엔지니어링의 관이 동쪽(후면)에 위치하며, 붉은 색의 에스컬레이터가 서쪽(앞면)에 있는데, 이 에스컬레이터는 건물의 전면을 사선으로 지나간다.
새로운 입면 유형과 그 구성은 처음부터 논쟁의 대상이 되었다. 같은 시대의 많은 사람은 이 건물이 공장같다고 생각했고, 이 건물이 장소와 용도와는 맞지 않는다고 생각했다. 퐁피두 센터는 모더니즘과 포스트모더니즘 사이의 건축적 담론에서 처음으로 이탈한 중요한 건물로 여겨진다. 현상설계 디자인에서는 층의 높이를 조정 가능하게 하고 거대한 입면 형태가 박물관과 도시의 접점이 되도록 의도 되었다. 그러나 예산의 부족으로 실현되지는 못했다.

## 주변 환경
건물의 남쪽과 서쪽에 있는 광장에는 거리 예술가들이 나타나 공연을 하기도 한다. 건물의 남쪽에는 장 팅겔리(Jean Tinguely)와 니키 드 생팔(Niki de Saint Phalle)의 작품들이 있는 스트라빈스키 분수가 있다. 동쪽으로는 파리 메트로 11호선의 랑부토 역이 있다.

## 관련 문헌
- Alexander Fils: Das Centre Pompidou in Paris. Idee, Baugeschichte, Funktion. 1986. ISBN 3-7879-0177-9
- Christina Haberlik: 50 Klassiker. Architektur des 20. Jahrhunderts. Hildesheim: Gerstenberg Verlag, 2001. ISBN 3-8067-2514-4
- Jean Poderos: Centre Georges Pompidou, Paris. München: Prestel Verlag, 2002. ISBN 3-7913-2708-9